# ارگ (معماری)

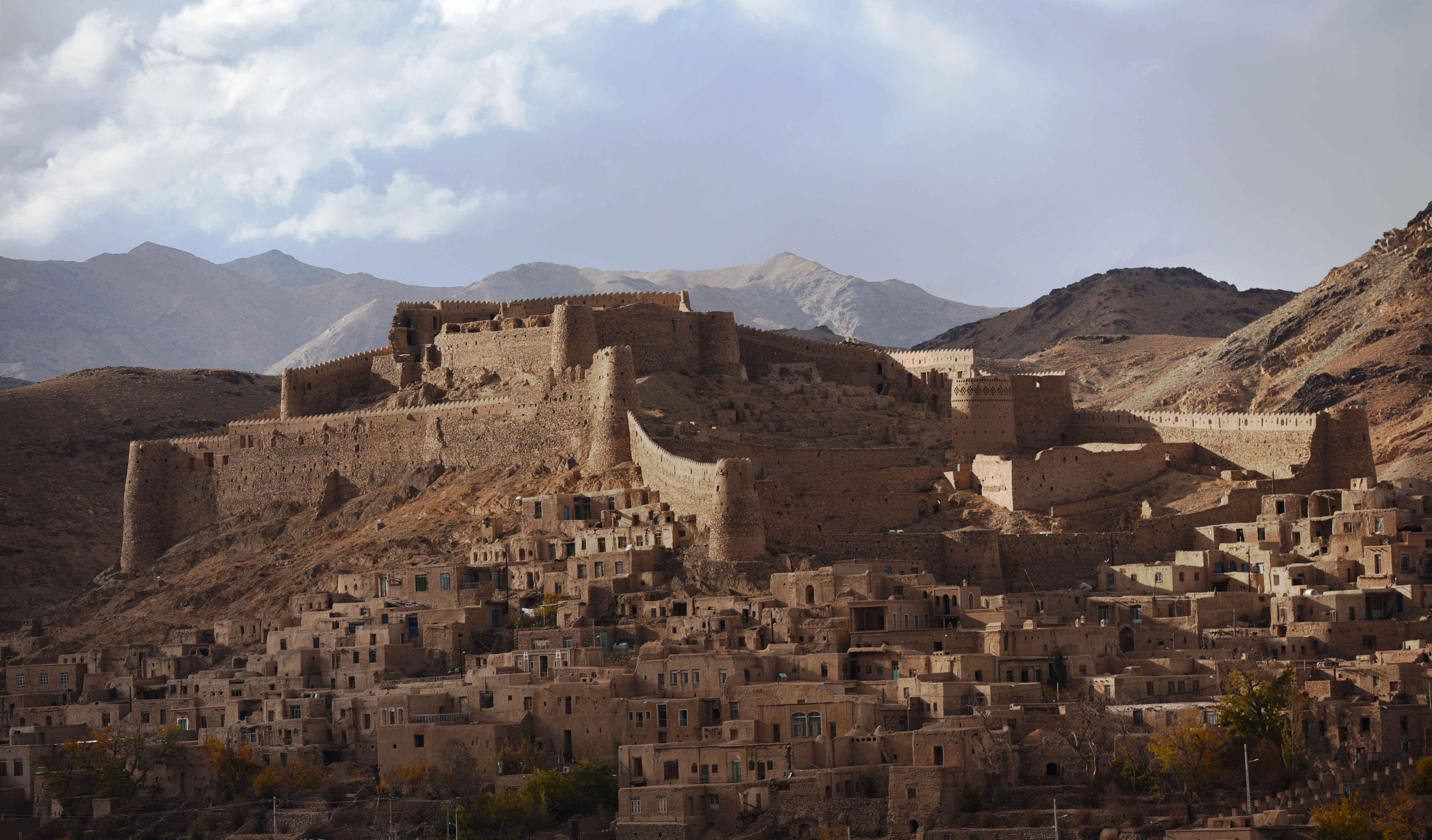
ارگ فورگ که بر فراز بلندی است و سکونتگاه‌های شهر در اطراف آن تجمع کرده‌اند.

ارگ کریم‌خان شیراز که بر روی سطحی هموار بنا شده است.

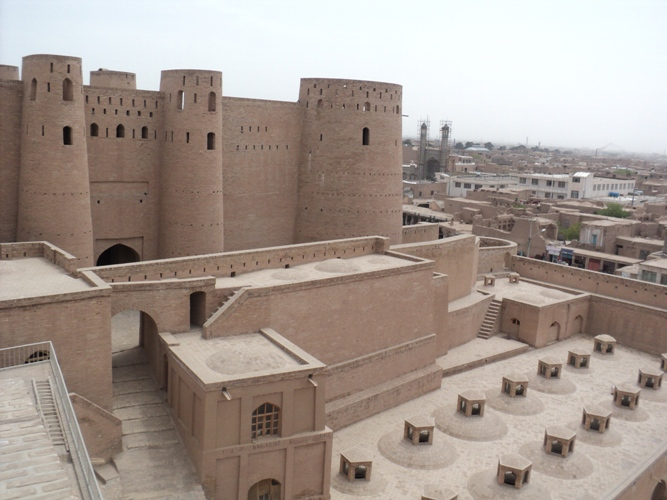
ارگ هرات

اَرگ به گونه‌ای از ساختمان‌های بلند و محصور گفته می‌شود که در معماری قدیم کاربرد داشت.
ارگ در لغت به معنی قلعه‌ای کوچک است که درمیان قلعه‌ای بزرگ بسازند و دارای برج و بارو باشد. ارگ در اصطلاح به معنی اقامتگاه فرمانرواست لذا به مکانی گفته می‌شود که در آن فرمانروای شهر، ایالت یا کشور اقامت داشته باشد و در این مکان به اداره امور حکومتی می‌پردازد. در شهرهای کهن ایرانی آثار فراوانی از ارگ‌های قدیمی که روزگاری محل فرمانروایی و اداره امور شهر بوده، به جا مانده‌است.
ارگ واژه ای پهلوی به معنای دژ است که سازه ای با دیوارهای محکم و محل استقرار پادشاهان، نظامیان و خدمه بوده‌است و همچنین مرکزی اداری، سیاسی شهر.
قدمت ارگ درایران طبق کاوشهای باستان‌شناسی هم‌زمان با ایجاد شهرهاست.
یونانیان این دژها را بر فراز بلندی یا کوه می‌ساختند و به آن اکروپولیس (به معنی «ارگ شهر») می‌گفتند.
اما تمام ارگ‌ها مل ارگ فورگ بر فراز بلندیها ساخته نشده‌اند مثل ارگ تهران و ارگ کریم‌خان شیراز که در فضای هموار بنا شده‌اند.
تفاوت ارگ و قلعه درارتباطشان با شهر مشخص می‌شود. ارگ قسمتی از شهر بوده در صورتی که قلعه بنایی مستقل از شهر و بیشتر کاربری نظامی داشته‌است.

## سایر نمونه‌ها
- ارگ بم
- دروازه ارگ سمنان
- ارگ تبریز[۳][۴]
- ارگ کاشمر
- ارگ گوگد
- ارگ شیخ بهایی